# El malestar en la cultura
El malestar en la cultura (en alemán Das Unbehagen in der Kultur) es un ensayo de Sigmund Freud publicado en 1930. Este trabajo, en conjunto con Psicología de las masas y análisis del yo que había escrito en 1921, se reconoce entre las obras más relevantes de Freud en el área de la psicología social y se considera uno de los textos críticos más influyentes del siglo XX en ciencias sociales.

## Contenido
El tema principal de la obra es el irremediable antagonismo existente entre las exigencias pulsionales y las restricciones impuestas por la cultura. Es decir, una  contradicción entre la cultura y las pulsiones donde rige lo siguiente: mientras la cultura intenta instaurar unidades sociales cada vez mayores, restringe para ello el despliegue y la satisfacción de las pulsiones sexuales y agresivas, transformando una parte de la pulsión agresiva en sentimiento de culpa. Por eso, la cultura genera insatisfacción y sufrimiento. Cuanto más se desarrolla la cultura, más crece el malestar.
Por eso, también se puede afirmar que el tema central del Malestar en la cultura es la culpa.
Este planteamiento no resulta novedoso en Freud, habida cuenta de su enfoque en sus primeros escritos psicológicos. En esta obra, sin embargo, Freud evalúa más claramente el papel cumplido en estas restricciones por las influencias interiores y exteriores, sus efectos recíprocos, la hipótesis del superyó, y la indagación y elucidación de la naturaleza del sentimiento de culpa.

Acaso haya perjudicado el edificio del ensayo, pero ello responde enteramente al propósito de situar al sentimiento de culpa como el problema más importante del desarrollo cultural, y mostrar que el precio del progreso cultural debe pagarse con el déficit de dicha provocado por la elevación del sentimiento de culpa.
El malestar en la cultura. Capítulo VIII. Pág. 130.

En la segunda parte una de las principales cuestiones tratadas va a ser la de la pulsión de destrucción, que se explaya en su sexto capítulo, en el que Freud desarrolla con mayor amplitud su concepto de libido, argumentando que debe separarse en dos instintos distintos: el instinto-objeto del “eros” y el instinto-ego del “thanatos” (muerte en griego). Este concepto nuevo se refiere, en efecto, a la ya citada pulsión de muerte o destrucción en el ser humano, o tendencia innata al regreso a lo inorgánico, y su desarrollo tiene en realidad una larga historia en los escritos de Freud, incluyendo sus investigaciones sobre el narcisismo y el sadomasoquismo. Freud admite que puede ser difícil aceptar su visión de la naturaleza humana como predispuesta a la muerte y la destrucción, pero razona que la supresión de este instinto es la verdadera causa de la necesidad de restricciones de la civilización. La vida y la civilización, entonces, nacen y se desarrollan a partir de una eterna lucha entre estas dos fuerzas interpersonales de amor y odio.
En resumen, en El malestar en la cultura hizo explícita su concepción del mundo, subrayando el sometimiento de la civilización a las necesidades económicas, que imponen un pesado tributo tanto a la sexualidad como a la agresividad, a cambio de un poco de seguridad.
Se trata en definitiva de una obra cuyo interés rebasa considerablemente a la sociología.

### De la edición
Sigmund Freud: Das Unbehagen in der Kultur.
- Internationaler Psychoanalytischer Verlag, Viena 1930. (Erstdruck)

- En: Sigmund Freud: Gesammelte Werke, chronologisch geordnet, v. 14. Hrsg. v. Anna Freud unter Mitarbeit von Marie Bonaparte. Imago, London 1948, p. 421–516.

- In: Sigmund Freud: Studienausgabe, v. IX. Fragen der Gesellschaft, Ursprünge der Religion. Ed. v. Alexander Mitscherlich, Angela Richard, James Strachey. Fischer, Frankfurt am Main 1997, ISBN 3-10-822729-7, p. 191–270, (con observaciones editoriales y notas; según esta edición se cita arriba)

- In: Sigmund Freud: Das Unbehagen in der Kultur und andere kulturtheoretische Schriften. Con una introducción de Alfred Lorenzer y Bernard Görlich. Fischer-Taschenbuch, Frankfurt am Main 1994 und öfter, ISBN 3-596-10453-X, p. 29–108.

- Ed. v. Lothar Bayer und Kerstin Krone-Bayer. Reclam, Stuttgart 2010, ISBN 978-3-15-018697-8. Con comentarios en línea y posteriores.